# Sophie Ellis-Bextor
Sophie Michelle Ellis-Bextor (sinh ngày 10 tháng 4 năm 1979) là nữ ca sĩ kiêm sáng tác nhạc, người mẫu và DJ người Anh. Cô được biết đến lần đầu vào cuối thập niên 1990 khi còn là giọng ca chính của ban nhạc indie rock Theaudience. Nhóm cho phát hành album cùng tên và 3 đĩa đơn xếp hạng trên UK Singles Chart trước khi tan rã vào năm 1999. Sau khi ra mắt đĩa đơn "Groovejet (If This Ain't Love)" cùng DJ Spiller đạt ngôi quán quân trên UK Singles Chart vào năm 2000, cô cho phát hành album phòng thu đầu tay Read My Lips (2001) với các ảnh hưởng của dòng nhạc dance-pop và nu-disco. Album vượt 1.5 triệu bản trên toàn cầu, vươn đến vị trí Á quân tại UK Albums Chart, hai lần đạt chứng nhận đĩa Bạch kim bởi British Phonographic Industry và có 3 trong số 4 đĩa đơn phát hành đạt đến top 3 tại Anh Quốc.
Album phòng thu thứ hai, Shoot from the Hip (2003) được chứng nhận đĩa Bạc tại Anh Quốc và bao gồm hai đĩa đơn đạt đến top 10 UK Singles Chart "Mixed Up World" và "I Won't Change You". Album phòng thu thứ 3, Trip the Light Fantastic (2007) đạt đến vị trí thứ 7 trên UK Albums Chart và cho ra đĩa đơn đạt top 10 tại Anh Quốc "Catch You". Sau khi phát hành đĩa mở rộng Sophie Ellis-Bextor: iTunes Live in London (2009), cô tiếp tục cho ra mắt album phòng thu thứ 4 đạt thành công vừa phải Make a Scene (2011). Album phòng thu thứ 5, Wanderlust (2014) mang những ảnh hưởng mạnh mẽ của dòng nhạc folk và baroque pop, trở thành album xếp hạng cao nhất của cô kể từ Read My Lips và đạt chứng nhận đĩa Bạc tại Anh Quốc.
Ellis-Bextor là chủ nhân của 3 đề cử giải Brit, 1 giải Edison, 6 đĩa đơn và 4 album đạt đến top 10 tại Anh Quốc. Đĩa đơn "Groovejet (If This Ain't Love)" của cô được xem là bài hát đầu tiên được chơi trên hệ thống iPod nguyên mẫu vào tháng 8 năm 2001 và nằm trong danh sách "500 Bài hát xuất sắc nhất thập niên 2000" của Pitchfork Media. "Murder on the Dancefloor" là đĩa đơn đơn ca thành công nhất của cô tại Anh Quốc và là bài hát được chơi nhiều nhất tại châu Âu vào năm 2002. Trip the Light Fantastic từng được tạp chí Billboard bình chọn là album xuất sắc thứ 4 vào năm 2007 với nhạc phẩm "Me and My Imagination" lọt vào danh sách "100 bài hát xuất sắc nhất năm 2007" của Pitchfork Media.
Ngoài sự nghiệp ca hát, cô từng xuất hiện trong chương trình Robbie the Reindeer vào dịp Giáng sinh năm 2007, bộ phim nhạc kịch của nhiếp ảnh gia Ben Charles Edwards The Town that Boars Me (2008) và chương trình hài kịch tình huống trên đài BBC2 Life's Too Short (2011). Cô còn từng là gương mặt đại diện của hãng mỹ phẩm Rimmel và Pretty Polly. Năm 2005, Ellis-Bextor kết hôn cùng tay bass của nhóm nhạc The Feeling, Richard Jones tại Ý. Cả hai cùng sáng lập dự án câu lạc bộ DJ mang tên "Modern Love" tại Luân Đôn. Cô đã hạ sinh 4 bé trai: Sonny (tháng 4 năm 2004), Kit Jones (7 tháng 2 năm 2009), Ray Holiday (25 tháng 4 năm 2012), Jesse Jones (3 tháng 11 năm 2015).

## Lưu diễn
Trình diễn chính
- 2002–2003: "Read My Lips Tour" (Anh Quốc và châu Âu)
- 2009–2010: "Straight to the Heart 2010 Tour" (Anh Quốc, châu Âu, châu Á và Hoa Kỳ)[32]
- 2014: "Wanderlust Tour" (Anh Quốc)[33]

Trình diễn phụ
- 2006: "25 Live" (Hỗ trợ George Michael tại Anh Quốc và Ireland)
- 2007: "Beautiful World Live" (Hỗ trợ Take That tại Anh Quốc và Ireland)
- 2010: "The Pandemonium Tour" (Hỗ trợ Pet Shop Boys tại Anh Quốc)[34]
- 2011: "Erasure Total Pop! Forest UK Tour" (Hỗ trợ Erasure)

## Danh sách đĩa nhạc
- Read My Lips (2001)
- Shoot from the Hip (2003)
- Trip the Light Fantastic (2007)
- Make a Scene (2011)
- Wanderlust (2014)